# Ken Schretzmann
Ken Schretzmann (1960) è un montatore statunitense.

## Biografia
Ha frequentato la Syracuse University, laureandosi nel 1982. Dopo essere diventato manager del marketing per la HBO nel 1984, si unì alla Pixar nel 1999.
Ha collaborato al montaggio di film come Men in Black, Get Shorty, Monsters & Co., Cars - Motori ruggenti, Pomodori verdi fritti alla fermata del treno, Toy Story 2 - Woody e Buzz alla riscossa, Toy Story 3 - La grande fuga, e Pinocchio.

## Filmografia

### Cinema
- Sogni radioattivi (Radioactive Dreams), regia di Albert Pyun (1984)
- Scenes from the Goldmine, regia di Marc Rocco (1987)
- Un piccolo sogno (Dream a Little Dream), regia di Marc Rocco (1989)
- The Resurrected, regia di Dan O'Bannon (1991)
- Ted & Venus, regia di Bud Cort (1991)
- Pomodori verdi fritti alla fermata del treno (Fried Green Tomatoes), regia di Jon Avnet (1991)
- Titanica, regia di Stephen Low (1992)
- Invisible, regia di Jack Ersgard (1993)
- Desiderio colposo (Sexual Intent), regia di Kurt MacCarley (1993)
- Dragonworld, regia di Ted Nicolaou (1994)
- Cavalieri interstellari - L'ultimo atto (Trancers 5: Sudden Deth), regia di David Nutter - direct-to-video (1994)
- Get Shorty, regia di Barry Sonnenfeld (1995)
- Huntress: Spirit of the Night, regia di Mark Manos (1995)
- Cause N' Defect, regia di Dave Wewee e Tom Greenhut (1997)
- Men in Black, regia di Barry Sonnenfeld (1997)
- The Modern Adventures of Tom Sawyer, regia di Adam Weissman (1998)
- No Tomorrow, regia di Master P (1999)
- Toy Story 2 - Woody e Buzz alla riscossa (Toy Story 2), regia di John Lasseter (1999)
- Monsters & Co. (Monsters, Inc.), regia di Pete Docter, Lee Unkrich e David Silverman (2001)
- Cars - Motori ruggenti (Cars), regia di John Lasseter (2006)
- Toy Story 3 - La grande fuga (Toy Story 3), regia di Lee Unkrich (2010)
- Lorax - Il guardiano della foresta (The Lorax), regia di Chris Renaud e Kyle Balda (2012)
- Sides, regia di David O. Rogers - cortometraggio (2013)
- Monsters University, regia di Dan Scanlon (2013)
- Comedy Warriors: Healing Through Humor, regia di John Wager (2013)
- Minions, regia di Kyle Balda e Pierre Coffin (2015)
- Pets - Vita da animali (The Secret Life of Pets), regia di Chris Renaud (2016)
- Il Grinch (The Grinch), regia di Yarrow Cheney e Scott Mosier (2018)
- Rewind, regia di Sasha Joseph Neulinger (2019)
- Pets 2 - Vita da animali (The Secret Life of Pets 2), regia di Chris Renaud e Jonathan del Val (2019)
- Brooklyn Baby, regia di John Wager - cortometraggio (2019)
- La famiglia Willoughby (The Willoughbys), regia di Kris Pearn, Cory Evans e Rob Lodermeier (2020)
- Pinocchio (Guillermo del Toro's Pinocchio), regia di Guillermo del Toro (2022)
- Super Mario Bros. - Il film (The Super Mario Bros. Movie), regia di Aaron Horvath, Michael Jelenic, Pierre Leduc e Fabien Polack (2023)

### Televisione
- Dream West, regia di Dick Lowry - miniserie TV (1986)
- Incubo in alto mare (Treacherous Crossing), regia di Tony Wharmby - film TV (1992)
- Boris e Natasha (Boris and Natasha), regia di Charles Martin Smith - film TV (1992)
- Ai confini della lealtà (Dirty Work), regia di John McPherson e Jonathan B. Taylor - film TV (1992)
- In Search of Dr. Seuss, regia di Vincent Paterson - film TV (1994)
- The Good Old Boys, regia di Tommy Lee Jones - film TV (1995)
- Il sogno di Rose (Young at Heart), regia di Allan Arkush - film TV (1995)